# Olympische Winterspiele 2010/Eisschnelllauf – 5000 m (Frauen)
Die 5000 m im Eisschnelllauf der Frauen bei den Olympischen Winterspielen 2010 wurden am 24. Februar im Richmond Olympic Oval ausgetragen.
Olympiasiegerin wurde Martina Sáblíková aus der Tschechischen Republik. Silber sicherte sich Stephanie Beckert aus Deutschland und Bronze ging an die Kanadierin Clara Hughes.

## Bestehende Rekorde
| Weltrekord         | Martina Sáblíková ( Tschechien)  | 6:45,61 min | Salt Lake City | 11. März 2007    |
| Olympischer Rekord | Claudia Pechstein ( Deutschland) | 6:46,91 min | Salt Lake City | 23. Februar 2002 |

## Ergebnisse
| Rang | Paar | Bahn | Athletin               | Nation             | Zeit (min) | Defizit (s) | Anm. |
| ---- | ---- | ---- | ---------------------- | ------------------ | ---------- | ----------- | ---- |
| 1    | 8    | I    | Martina Sáblíková      | Tschechien         | 6:50,91    |             | TR   |
| 2    | 7    | I    | Stephanie Beckert      | Deutschland        | 6:51,39    | +0,47       |      |
| 3    | 5    | A    | Clara Hughes           | Kanada             | 6:55,73    | +4,81       |      |
| 4    | 8    | A    | Daniela Anschütz-Thoms | Deutschland        | 6:58,64    | +7,72       |      |
| 5    | 6    | A    | Maren Haugli           | Norwegen           | 7:02,19    | +11,27      |      |
| 6    | 7    | A    | Kristina Groves        | Kanada             | 7:04,57    | +13,65      |      |
| 7    | 5    | I    | Masako Hozumi          | Japan              | 7:04,97    | +14,05      |      |
| 8    | 3    | I    | Jilleanne Rookard      | Vereinigte Staaten | 7:07,48    | +16,56      |      |
| 9    | 6    | I    | Shiho Ishizawa         | Japan              | 7:12,23    | +21,31      |      |
| 10   | 2    | I    | Jorien Voorhuis        | Niederlande        | 7:13,27    | +22,35      |      |
| 11   | 4    | I    | Elma de Vries          | Niederlande        | 7:16,68    | +25,76      |      |
| 12   | 1    | A    | Cindy Klassen          | Kanada             | 7:22,09    | +31,17      |      |
| 13   | 2    | A    | Swetlana Wyssokowa     | Russland           | 7:23,33    | +32,41      |      |
| 14   | 4    | A    | Cathrine Grage         | Dänemark           | 7:23,83    | +32,91      |      |
| 15   | 1    | I    | Maria Lamb             | Vereinigte Staaten | 7:25,15    | +34,23      |      |
|      | 3    | A    | Katrin Mattscherodt    | Deutschland        | DSQ        |             |      |